# Guadalupe Judith Márquez Guzmán
Guadalupe Judith Márquez Guzmán nació en Salina Cruz, Oaxaca, México. Es una bióloga, investigadora y profesora mexicana. Entre otras investigaciones, Márquez ha destacado por su trabaja en la especie endémica Lacandonia Schismatica.

## Trayectoria académica
Judith Márquez obtuvo la licenciatura en Biología en la Facultad de Ciencias de la Universidad Nacional Autónoma de México (UNAM) en 1967. Obtuvo la maestría en Ciencias en 1974 y en 1986 el doctorado en la misma disciplina y la misma facultad. En dicha institución Márquez modificó positivamente la enseñanza de la botánica e impulsó en esa disciplina la investigación y posterior publicación de los resultados en revistas indizadas internacionales. Dentro de su quehacer investigativo ha escrito más de 100 publicaciones académicas las cuales 96 han sido indizadas. Muchas de estas versan sobre la Lacandonia schismatica.

## Obra
- Biología de Angiospermas (2013)

## Publicaciones

### Publicaciones mas recientes
- Flores-Galván, C., Márquez-Guzmán, J., Mata-Rosas, M., Watkins Jr, J. E., & Mehltreter, K. (2025). Leaf nutrient composition of calcicole and calcifuge Mexican ferns and their correlation with underlying substrates. Plant Ecology, 1-14.
- Rodríguez‐Sánchez, V., Tapia‐Maruri, D., Márquez‐Guzmán, J., Vázquez‐Santana, S., & Cruz‐Ortega, R. (2024). Role of cotyledons in aluminium accumulation as a tolerance strategy in Fagopyrum esculentum Moench (Polygonaceae) seedlings. Physiologia Plantarum, 176(5), e14554.
- Gudiño, W., Torres, D. E., Merino, G., Martínez-Barajas, E., & Márquez-Guzmán, J. (2024). Nectary microstructure and nectar production in two species of Cephalocereus (Cactaceae) and their natural hybrid. Flora, 313, 152482.
- Navarrete-Sauza, E., Rojas-Aréchiga, M., Pérez-Pacheco, M. K., & Márquez-Guzmán, J. (2024). Fruit and seed morphometry and seed structure of the potentially invasive Calotropis procera (Aiton) WT Aiton (Apocynaceae). Botanical Sciences, 102(2), 447-463.
- Guzmán-Merodio, D., Luna-Ramos, R., Núñez-Farfán, J., Collazo-Ortega, M., & Márquez-Guzmán, J. (2024). The reproductive biology of Marathrum rubrum Novelo & CT Philbrick: morphological and anatomical changes during flower development. Botanical Sciences, 102(3), 937-950.
- Flores-Galván, C., Márquez-Guzmán, J., Mata-Rosas, M., Watkins Jr, J. E., & Mehltreter, K. (2024). Limestone ferns: a review of the substrate characteristics and species diversity in selected geographic regions and genera. New Zealand Journal of Botany, 1-18.
- PEREZ, M. K., Camacho-Velázquez, A., Jiménez-Durán, K., Wong, J. G. R., Yáñez-Ordóñez, O., & Márquez-Guzmán, J. Osmophores, Volatiles, and Bees Reveal Ambophily in Marathrum Rubrum (Podostemaceae). Available at SSRN 5047167.

## Premios y reconocimientos
- Medalla al Mérito Académico. Asociación del Personal Académico de la Universidad Nacional Autónoma de México, 2003
- Grady L. Webster Award de la Botanical Society of America, como el mejor artículo de Botánica Estructural,  2007.
- Sor Juana Inés de la Cruz. UNAM. 2006[5]
- Medalla al Mérito Botánico. Sociedad Botánica de México. 2016.
- Declaratoria de profesora emérita - 2016[6]